# Князівський палац (Дубровник)

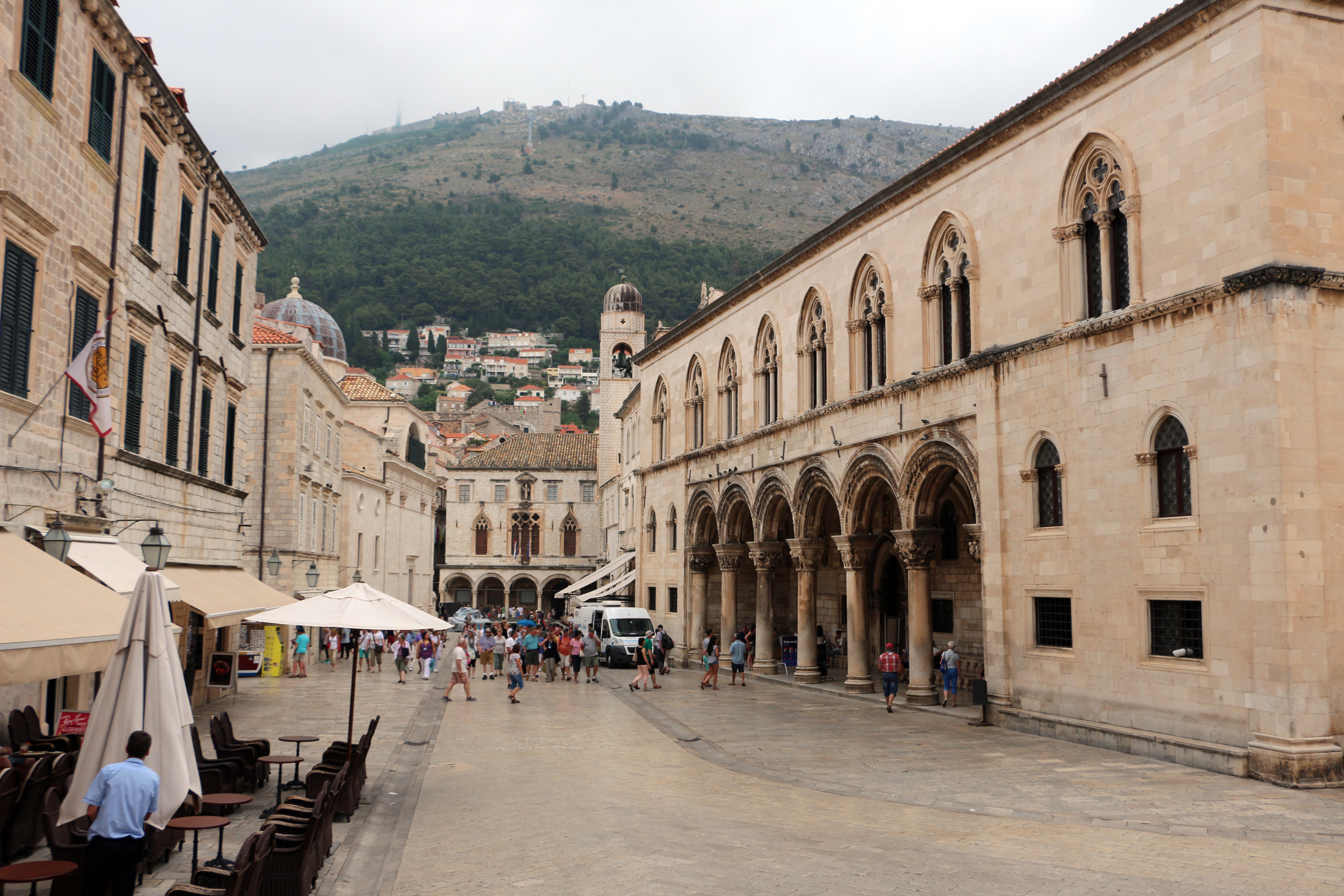
Княжий палац

Князівський палац (хорв. Knežev dvor) — пам'ятка історії та архітектури в Дубровнику, Хорватія.

## Історія
Палац, побудований у змішаному стилі готики та раннього Ренесансу, споруджений у XV столітті як резиденція князя. Щомісяця один із членів правління республіки Дубровник обирався князем і поселявся в палаці. Над входом висічено напис: «Забудьте особисті справи, думайте про державу», при цьому сам правитель не міг виходити з будівлі в особистих справах, а тільки для виконання своїх прямих обов'язків або в разі хвороби. У палаці розташовувалися житлові кімнати для князя, кабінет, зала для нарад, суд, в'язниця, склад зброї та пороховий льох. Також тут зберігали ключі, якими замикалася міська брама на ніч.
1435 року палац сильно постраждав від вибуху і тривалий час, аж до 1463 року, відбудовувася. Ще раз будівля зазнала руйнації в 1667 році під час сильного землетрусу: пошкоджено внутрішнє і зовнішнє оздоблення палацу, на усунення пошкоджень пішло близько 30 років.
Палац слугував князівською резиденцією до 1808 року, коли французький маршал Огюст Мармон скасував республіканську форму правління в Дубровнику.

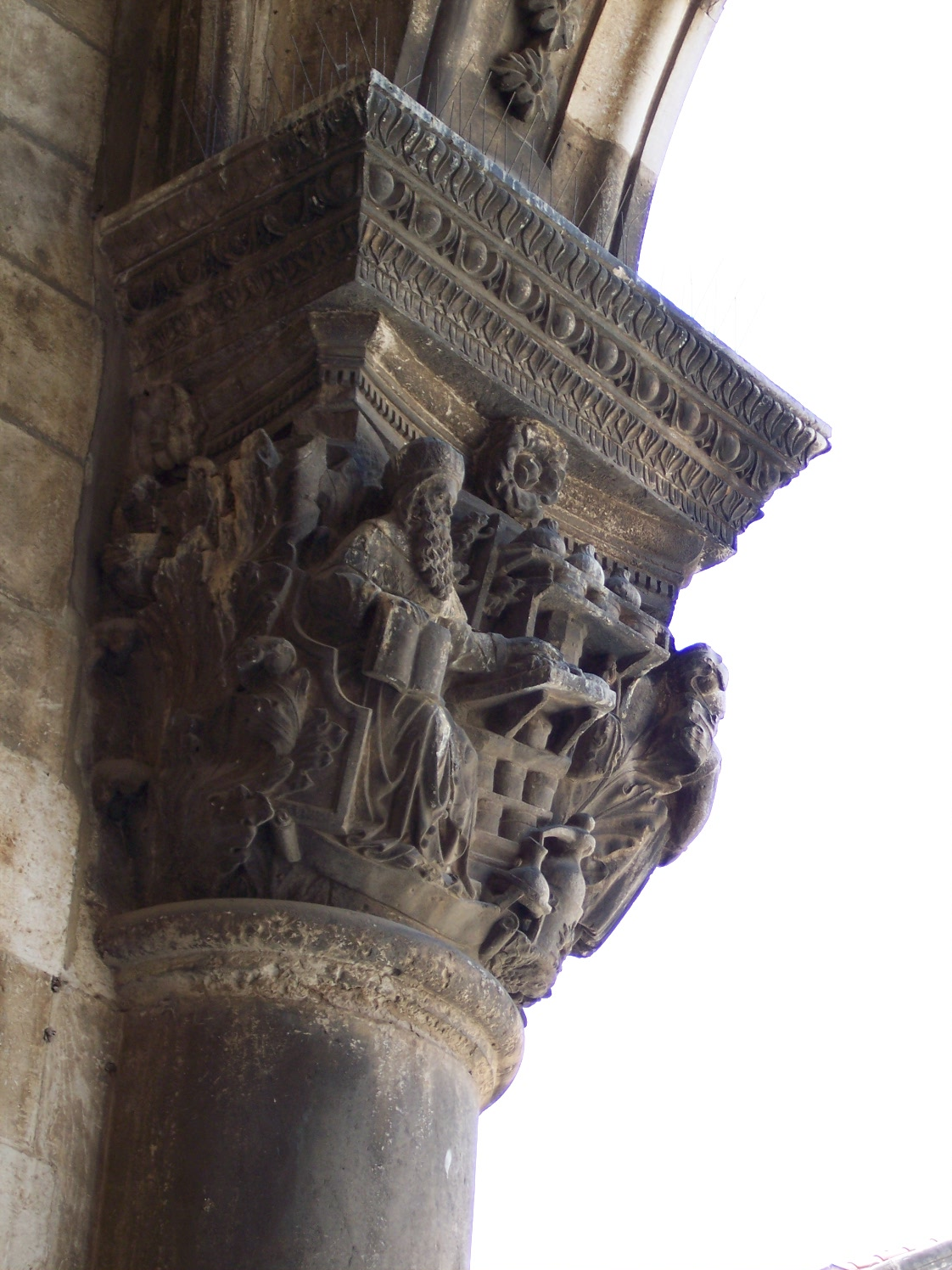
Барельєфи на колонах палацу

У 21 сторіччі тут розміщено міський музей, а також єдиний пам'ятник, поставлений за всі віки існування Дубровницької республіки — багатому морякові Міхо Працату, який у XVII столітті заповів їй усе своє майно.